# Saldo naturale

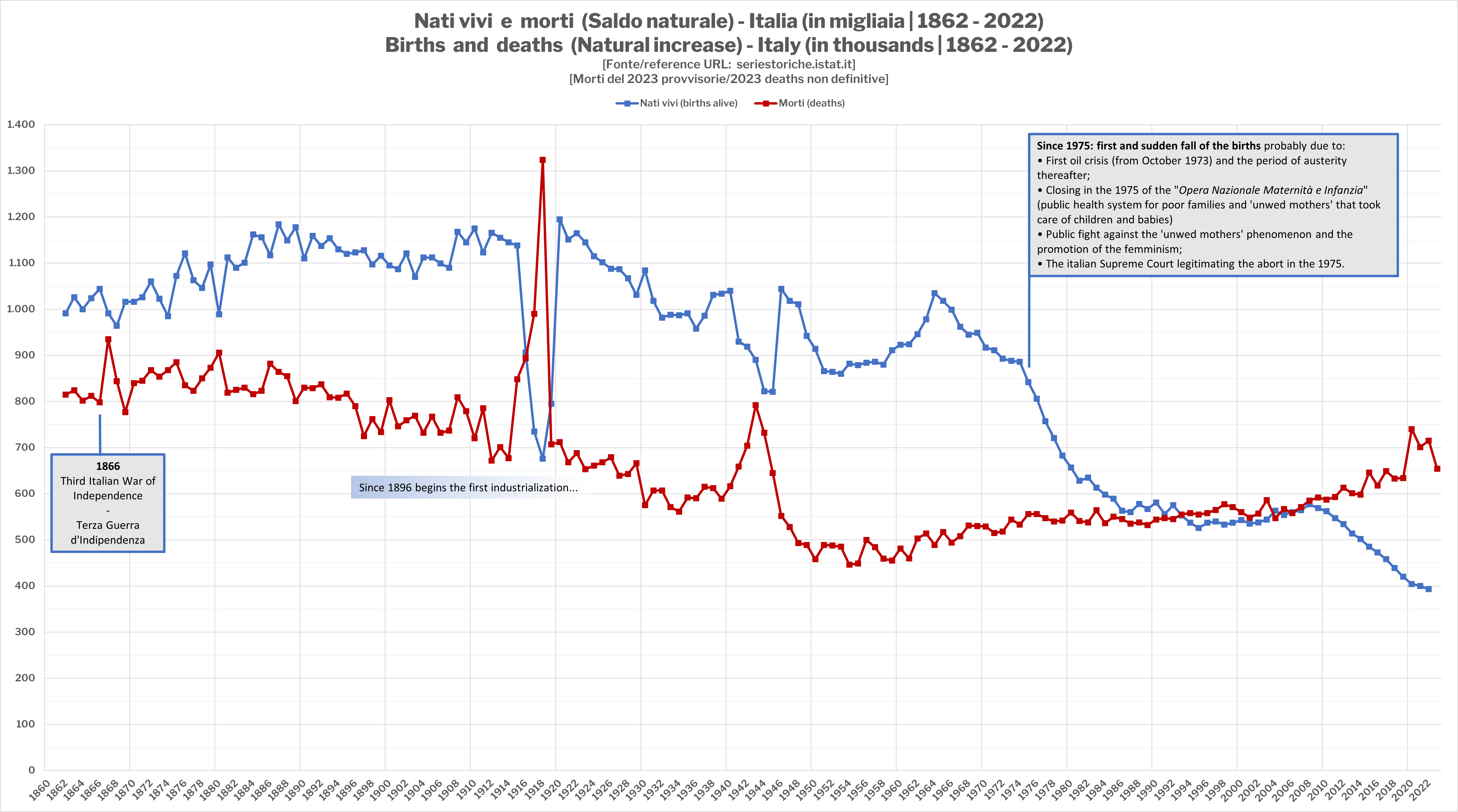
Numero di nati vivi e morti in Italia ogni anno (dal 1862, fonte ISTAT). L'Italia ha avuto fino al 1974 un numero di nascite pari ad almeno 900.000 unità annuali, subendo dal 1975 un improvviso e forte crollo.

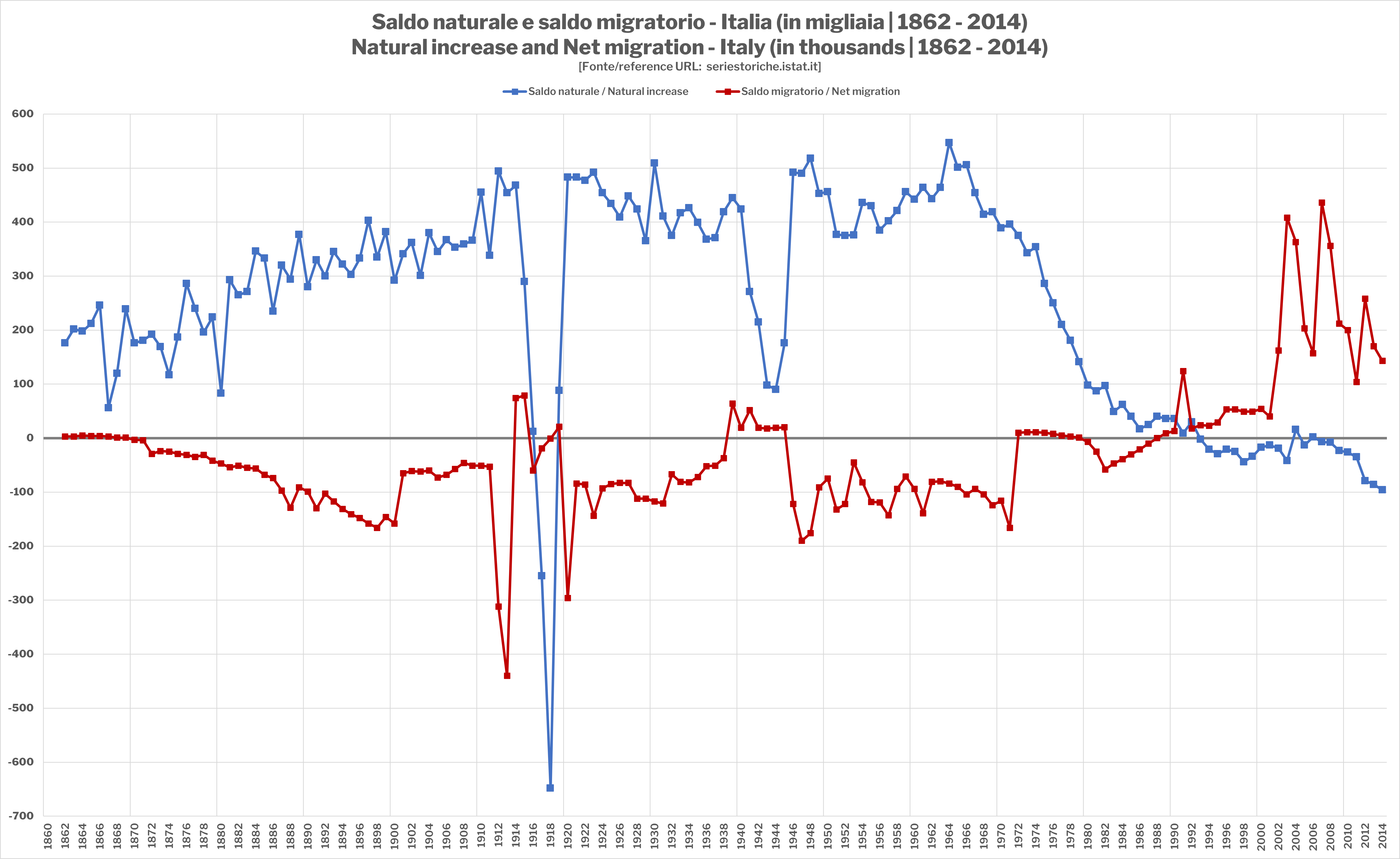
Saldo naturale (in blu) dell'Italia (dal 1862, fonte ISTAT). L'Italia ha avuto dagli ultimi anni dell'Ottocento fino al 1972 un saldo naturale positivo di circa 400.000 unità annuali.

Il saldo naturale è la differenza tra il numero dei nati vivi e quello dei morti relativi ad un determinato periodo di tempo (in genere un anno) su un determinato territorio (comune, provincia, regione...).

## Descrizione
Questo valore si esprime tramite la formula:
Sn = N - M
dove Sn rappresenta il saldo naturale, N il numero di nati e M il numero di morti nel periodo di tempo considerato. 
Quando il saldo naturale è positivo (Sn>0) il numero delle nascite è superiore rispetto al numero dei decessi, evidenziando dinamismo e vitalità del territorio. Viceversa un saldo naturale negativo (Sn<0) esprime un difetto del numero di nascite rispetto al numero dei decessi. Dal momento che tale indicatore è espresso in valore assoluto, non risulta possibile il confronto tra territori di diversa ampiezza demografica. Su uno stesso territorio è possibile invece confrontare l'andamento temporale del saldo naturale.
Quando ad esso viene sommato il saldo migratorio, si ha il saldo demografico.